# Olari (okręg Arad)
Olari (węg. Fazekasvarsánd) – wieś w Rumunii, w okręgu Arad, w gminie Olari. W 2011 roku liczyła 1551 mieszkańców. 